# Rankine-proces

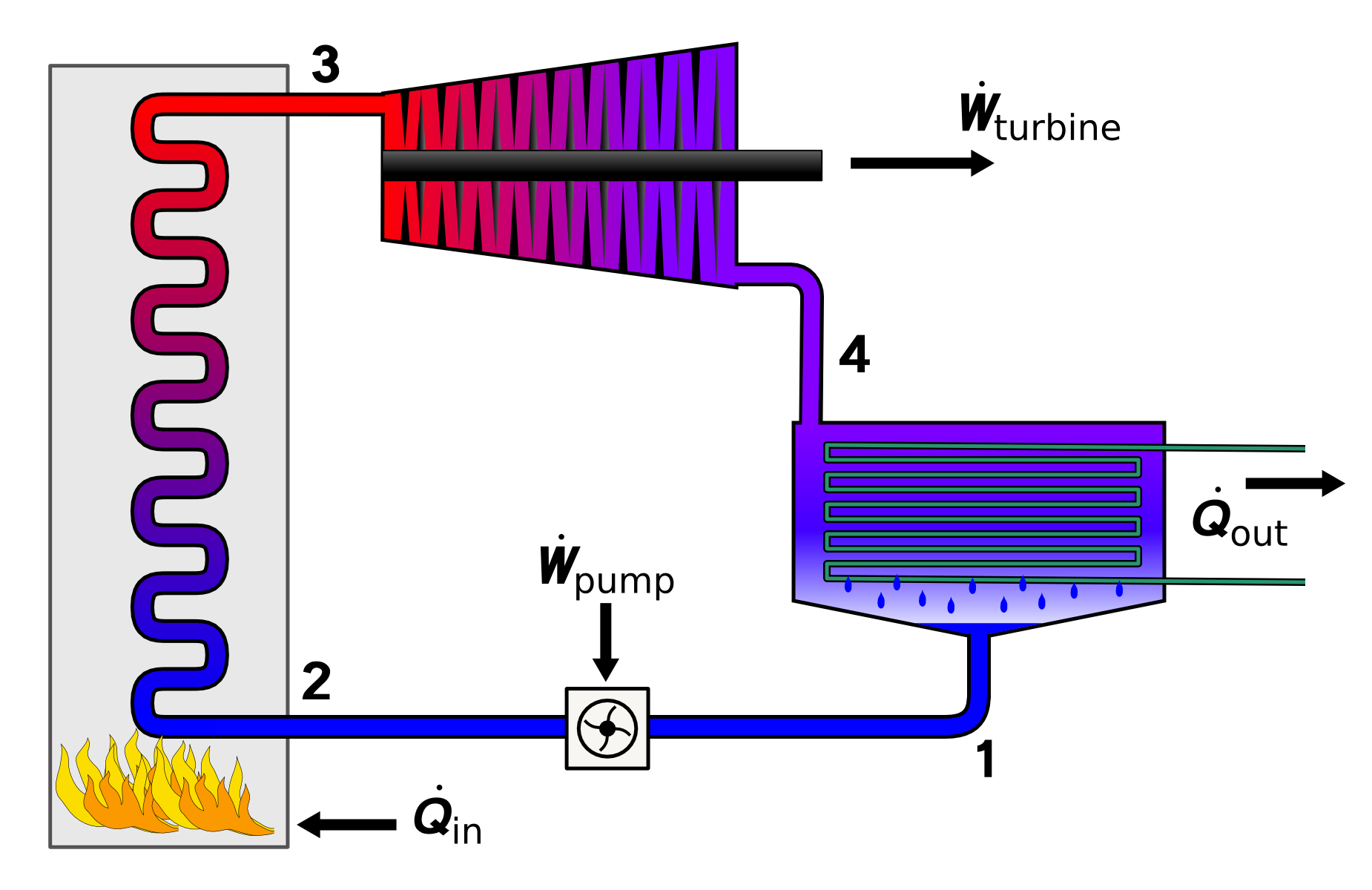
De Rankinecyclus: 1 = condensaat, 2 = ketelvoedingswater op druk, 3 = oververhitte stoom, 4 = afgewerkte stoom.

Een Rankine-proces of Rankinecyclus is een thermodynamisch kringproces dat warmte in mechanische arbeid omzet. De warmte Qin wordt extern aangevoerd en afgevoerd Quit, meestal langs water/stoom als medium, maar het kan ook een ander medium zijn zoals bij de organische rankinecyclus (ORC). De Rankinecyclus biedt een theoretisch model voor de stoomturbine, die circa 90% van alle energie ter wereld opwekt: zowel in kerncentrales, kolencentrales als gascentrales. Het proces is genoemd naar de bedenker William John Macquorn Rankine, een Schotse professor aan de Universiteit van Glasgow.
De Rankinecyclus benadert de ideale carnotcyclus. Het verschil zit in de toevoer en afvoer van warmte, die in de Rankinecyclus op gelijke druk (isobaar) gebeuren en in de ideale carnotcyclus bij gelijke temperatuur (isotherm). Er is een ketelvoedingswaterpomp nodig om het condensaat na de condensor op de vereiste druk te brengen. De energie Wpomp van de ketelvoedingswaterpomp gaat verloren. Ook de verdampingswarmte Quit van het fluïdum gaat verloren in de condensor.
Het rendement is beperkt door het fluïdum. Onder het kritisch punt is de maximaal haalbare temperatuur beperkt tot 565°C waarbij roestvast staal kruip begint te vertonen. De condensor is beperkt tot 30°C vanwege het in een koeltoren haalbare vacuüm. Dit geeft een ideaal carnotrendement van 63%, terwijl het werkelijk rendement van een kolencentrale 42% bereikt. Dit lage rendement vormt de bestaansreden van de gecombineerde STEG, waarbij de gasturbine op hogere temperatuur (1100°C) werkt dan de stoomturbine.

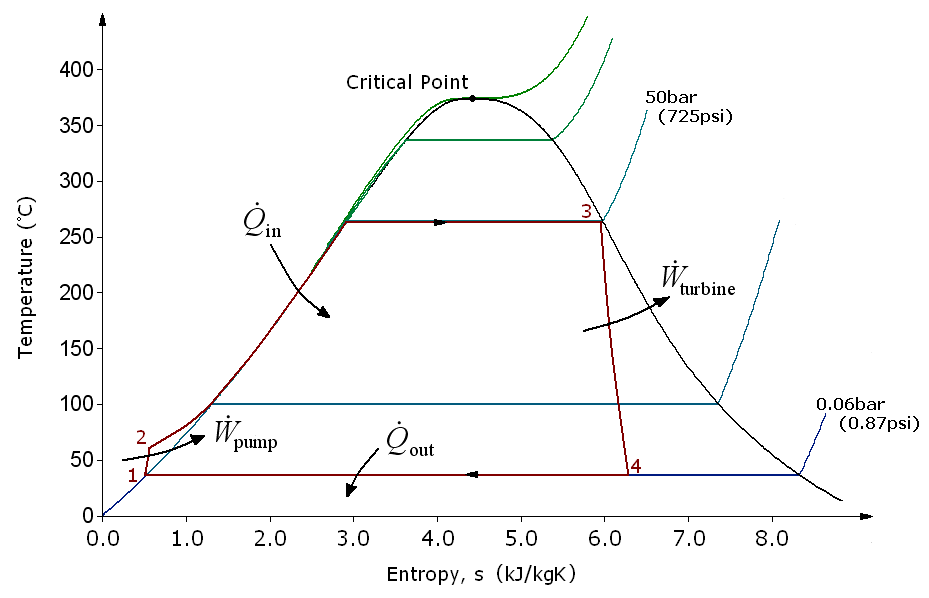
Temperatuur-entropie-diagram van een ideale Rankinecyclus met een stoomketel op 50 bar en een condensor op 0,06 bar

De Rankinecyclus bestaat uit vier deelprocessen.
- Proces 1-2: Een ketelvoedingswaterpomp brengt condensaat op druk.
- Proces 2-3: De stoomketel verhit het ketelvoedingswater bij constante druk naar oververhitte stoom.
- Proces 3-4: De oververhitte stoom ontspant in een stoomturbine.
- Proces 4-1: De condensor condenseert de afgewerkte stoom bij constante druk terug naar condensaat.

Het rendement {\displaystyle \eta _{therm}} van de rankinecyclus volgt dan uit:
{\displaystyle \eta _{therm}={\frac {{\dot {W}}_{turbine}-{\dot {W}}_{pomp}}{{\dot {Q}}_{in}}}\approx {\frac {{\dot {W}}_{turbine}}{{\dot {Q}}_{in}}}.}
De arbeid van de pomp bedraagt rond 1% en kan verwaarloosd worden.
De toegevoerde warmte, de afgevoerde warmte, de arbeid van de pomp en de arbeid van de turbine vallen te berekenen uit de enthalpie, die uit een mollier-diagram of uit stoomtabellen af te lezen valt. 
{\displaystyle {\frac {{\dot {Q}}_{in}}{\dot {m}}}=h_{3}-h_{2}}
{\displaystyle {\frac {{\dot {Q}}_{out}}{\dot {m}}}=h_{4}-h_{1}}
{\displaystyle {\frac {{\dot {W}}_{pomp}}{\dot {m}}}=h_{2}-h_{1}}
{\displaystyle {\frac {{\dot {W}}_{turbine}}{\dot {m}}}=h_{3}-h_{4}}
Voor een echte turbine en pomp moet dan ook hun rendement ηturbine en ηpomp nog in rekening gebracht worden.
{\displaystyle {\dot {W}}}pomp / {\displaystyle {\dot {m}}} = {\displaystyle h_{2}-h_{1}} ≈ {\displaystyle v_{1}} Δp / ηpomp ≈ {\displaystyle v_{1}} ({\displaystyle p_{2}-p_{1}}) / ηpomp
{\displaystyle {\dot {W}}}turbine / {\displaystyle {\dot {m}}} = {\displaystyle h_{3}-h_{4}} ≈ ({\displaystyle h_{3}-h_{4}}) ηturbine